# Kasteel van Compiègne
Het Kasteel van Compiègne (Frans: Château de Compiègne) is een 18e-eeuws neoclassicistisch kasteel en een voormalige koninklijke en keizerlijke Franse residentie in het centrum van Compiègne, in het departement Oise, in het zuiden van de regio Hauts-de-France. De kasteeltuin grenst aan het grote bos van Compiègne, dat zich uitstrekt ten zuidoosten van Compiègne. Het Château de Compiègne is sinds 24 oktober 1994 geklasseerd als monument historique, een Frans historisch monument.

## Geschiedenis
Het huidige kasteel van Compiègne werd gebouwd in opdracht van koning Lodewijk XV naar plannen van zijn hofarchitect Ange-Jacques Gabriel. Het werd later gerestaureerd in opdracht van Napoleon. Het werd een van de drie residenties van de hofhuishouding, de andere twee waren Versailles en Fontainebleau.
Nog voor het kasteel gebouwd was, was Compiègne een geliefde zomerresidentie voor de Franse koninklijke dynastie. Het aangrenzende bos van Compiègne bood zeer goede jachtmogelijkheden in de directe nabijheid van de stad. Er waren reeds koninklijke verblijven in Compiègne van Clovis I van de Merovingen in de 6e eeuw en in de 9e eeuw door Karel de Kale en Lodewijk de Stamelaar uit de tijd van West-Francië. De eerste koninklijke residentie op de huidige site dateert van 1374 en werd gebouwd voor koning Karel V. Het werd door vele monarchen nadien gebruikt en aangepast aan nieuwe noden en wensen. Van koning Lodewijk XIV is geweten dat hij zelfs gegeven zijn passie voor Versailles, ook 75 maal verbleef in Compiègne. Lodewijk XV hield nog meer van de locatie, al was het maar omwille van zijn zeer grote fascinatie voor de jacht. Ange-Jacques Gabriel presenteerde in 1750 de eerste plannen voor een grondige aanpassing van het kasteel.
Het werk begon in 1751 en werd na Gabriels overlijden in 1782 afgewerkt in 1788 door Gabriels leerling Louis Le Dreux de La Châtre. De inplanting in het stadscentrum van Compiègne en de daar aanwezige straten en gebouwen dicteerden de driehoekige vorm van het kasteel dat een oppervlakte had van 20.000 m².
Gedurende de Franse Revolutie ging het kasteel over in beheer van het Ministerie van Binnenlandse Zaken. In 1795 werd alle meubilair verkocht en werden de kunstwerken doorgezonden naar het Musée Central maar voor een groot deel ontvreemd. Napoleon kwam het kasteel inspecteren in 1799 en 1803. In 1804 werd de locatie een keizerlijk domein en in 1807 gaf hij opdracht voor restauratie en het kasteel terug in bewoonbare staat te brengen. De architecten Louis-Martin Berthault, Charles Percier en Pierre-François-Léonard Fontaine, de decorateurs Dubois en Pierre-Joseph Redouté en de meubelmakers François-Honoré-Georges Jacob-Desmalter en Marcion restaureerden het kasteel. Het geheel kan gezien was als een typisch voorbeeld van de kunst- en bouwstijl van het Eerste Franse Keizerrijk, met behoud van een aantal oudere stijlelementen. De tuinen werden aangepakt, waarbij onder meer een heden nog te bezichtigen rosarium werd aangelegd, de jardin des roses. Centraal in het park ligt de 4 km lange en 60 m brede Avenue des Beaux-Monts, een lange grasstrook. 
De 19e-eeuwse Franse schrijver Auguste Luchet stelde dat Compiègne over Napoleon toont wat Versailles toont over Lodewijk XIV.
Vanaf 1856 werd het de herfstresidentie van keizer Louis Napoleon en keizerin Eugénie. Hun inrichting schetst dan weer een beeld van het Tweede Franse Keizerrijk.
In de Eerste Wereldoorlog was hier van maart 1917 tot april 1918 het Franse hoofdkwartier een tijd gevestigd.

### Huidige tijd
Tegenwoordig is het kasteel een museum. Beheerd door de Service des Musées de France is dit musée national een combinatie van drie musea:
In het musée national du château kunnen de appartementen van de koninklijke en keizerlijke bewoners (Frans: Appartements de l'Empereur et de l'Impératrice) bezichtigd worden, ingericht met originele meubels evenals de balzaal met glaskronen en decoraties die de overwinningen van Napoleon weergeven.
In een museum over het Tweede Franse Keizerrijk (Frans: musée du Second Empire) komt Frankrijk tussen 1852 en 1870 tot leven.
In het reeds in 1927 geopende musée national de la voiture et du tourisme worden voertuigen uit de Romeinse tijd tot in de twintigste eeuw tentoongesteld. Onder meer de elektrische torpedo-auto La Jamais Contente van Camille Jenatzy en een collectie zeer oude fietsen valt te bezichtigen. Het museum trekt bezoekers uit heel Frankrijk.
Les musées nationaux zijn onderdeel van de Réunion des musées nationaux et du Grand Palais des Champs-Élysées.
Het plein voor het kasteel is sinds 1968 de startlocatie van de wielerklassieker Parijs-Roubaix.

## Galerij

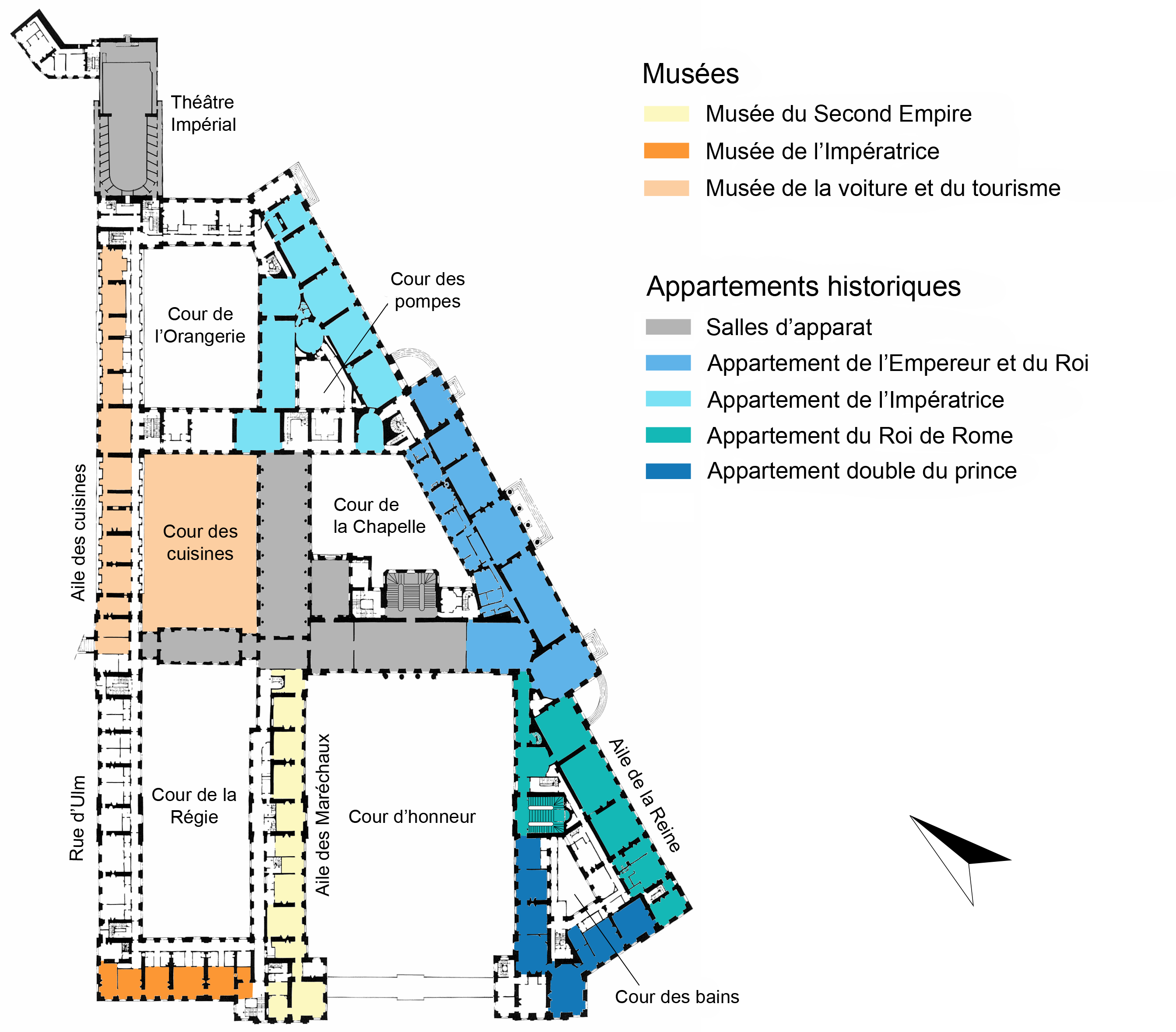
Grondplan met locatie verschillende musea.
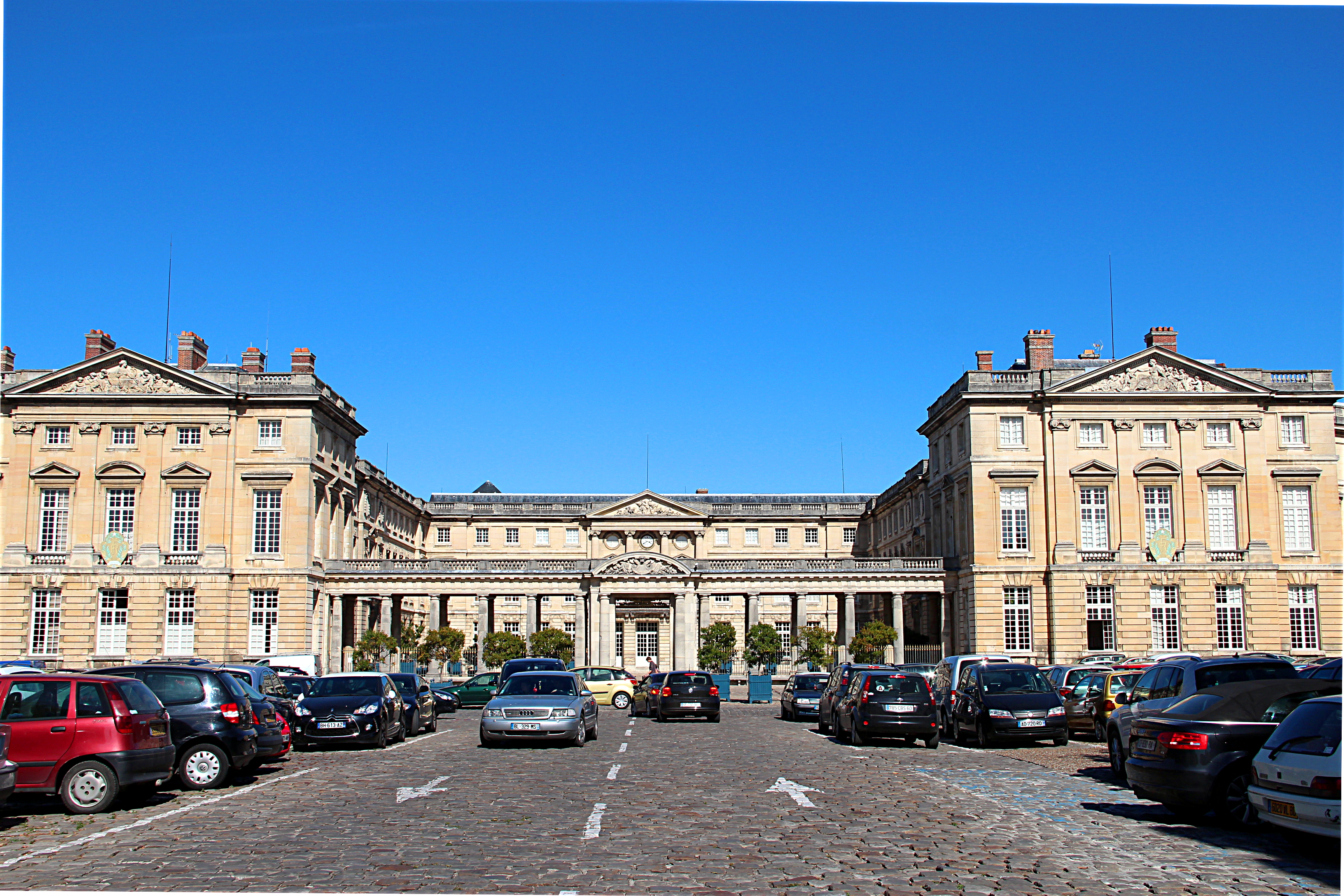
Hoofdingang kasteel met toegang tot de Cour d'honneur.
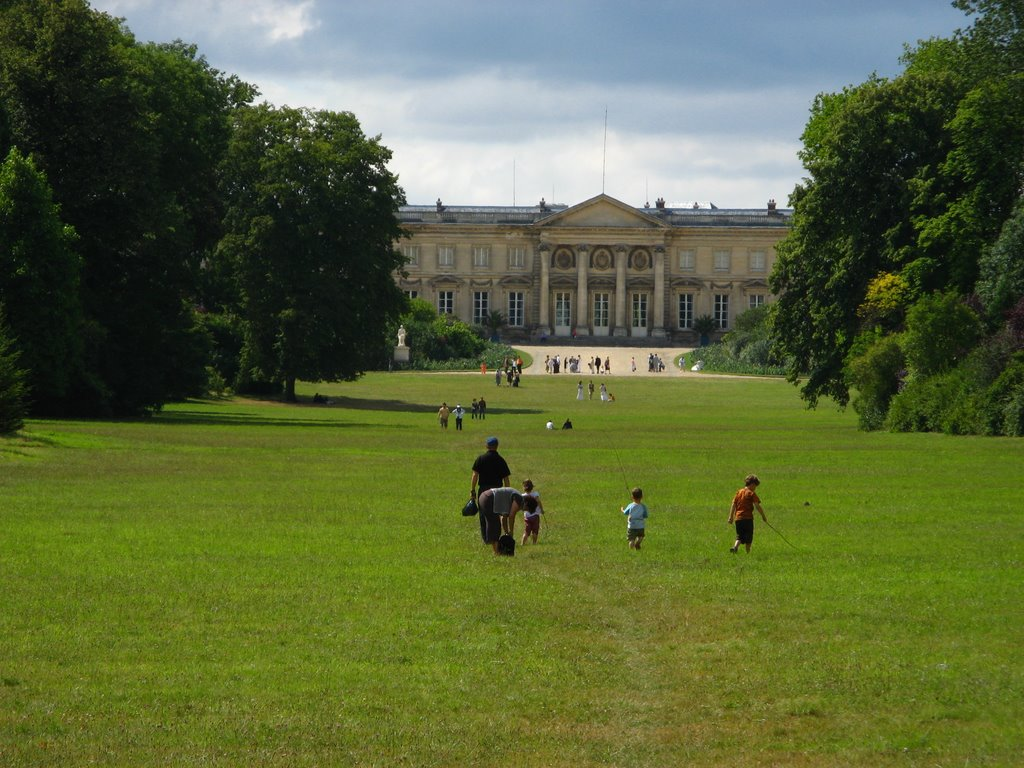
De 4 km lange en 60 m brede Avenue des Beaux-Monts.
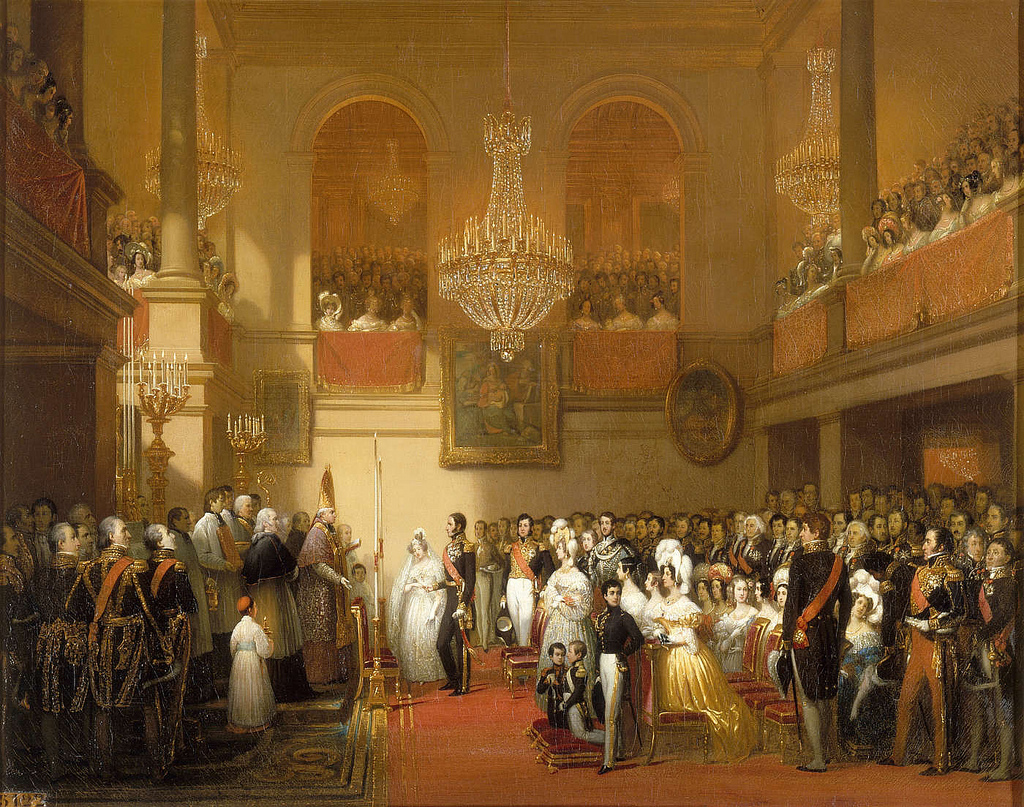
Huwelijk van Leopold I en Louise d'Orléans in de kasteelkapel (1832)